# محمد أوجار
محمد أوجار (18 مارس 1959، تارجيست إقليم الحسيمة) سياسي مغربي، عضو المكتب التنفيذي لحزب التجمع الوطني للاحرار، عين في 5 أبريل 2017 وزيرا للعدل في حكومة العثماني. وسبق أن عمل مندوبا دائما للمملكة لدى مكتب الأمم المتحدة في جنيف (2014 - 2017)، وشغل منصب وزير حقوق الإنسان في حكومة اليوسفي (1998 - 2002) وفي حكومة جطو (2002- 2007)، ونائب برلماني بالغرفة الأولى (2002-2007)، ورئيس مركز الشروق للديمقراطية والإعلام وحقوق الإنسان، ومؤسس ومدير منشورات الشروق. وعضو بالمجلس الأعلى للاتصال السمعي البصري، وهو خبير دولي في قضايا الانتقال الديمقراطي، وترأس عدة لجان دولية لمراقبة الانتخابات في عدة دول أفريقية.

## مسيرته
حصل على الإجازة في الحقوق من جامعة محمد الأول بمدينة وجدة، وتابع دورات تكوينية في الصحافة والإعلام في الولايات المتحدة الأمريكية وفرنسا والبرتغال. وشغل مديرا على جريدة «الميثاق الوطني». وقام أوجار بعدد من الأبحاث والدراسات حول الديمقراطية والإعلام وحقوق الإنسان.
في مارس 1998 عينه الملك الحسن الثاني وزيرا مكلفا بحقوق الإنسان، وفي 6 سبتمبر 2000 عينه مجددا الملك محمد السادس في نفس المنصب. كما سبق أن انتخب نائبا للكاتب العام للنقابة الوطنية للصحافة المغربية وله دراسات وكتابات منشورة في الصحف والمجلات المغربية والعربية. وخلال الانتخابات التشريعية ل 27 شتنبر 2002 انتخب السيد أوجار نائبا عن دائرة الرباط المحيط. وهو متزوج وأب لثلاثة أبناء.
وهو عضو المكتب التنفيذي لحزب التجمع الوطني للأحرار وعضو مؤسس للمنظمة المغربية لحقوق الإنسان ومسؤول بأول مكتب وطني لهذه المنظمة وعضو مؤسس لنادي الصحافة بالمغرب. وشغل نائبا للكاتب العام للنقابة الوطنية للصحافة المغربية.
وهو من أعضاء الهيئة العليا للمجلس الأعلى للاتصال السمعي البصري.
في مايو 2013 انتخب رئيسا للتحالف العربي للمدافعين عن حرية الإعلام، في «الملتقى الثاني للمدافعين عن حرية الإعلام في العالم العربي»، الذي نظمه مركز حماية وحرية الصحافيين الأردني في عمّان.
شارك أوجار في المفاوضات بين حزب العدالة والتنمية والتجمع الوطني للأحرار لتشكيل حكومة بنكيران الثانية، وصرح لاحقا أنه كان من المعارضين لهذا التحالف، مبررا موقفه بالتحالف الاستراتيجي بين الأحرار مع الاتحاد الاشتراكي وحزب الاستقلال والأصالة والمعاصرة، واعتبر التحالف مع الإسلاميين خط أحمر بسبب الاختلاف الجذري من حيث المرجعية حيث يتبنى التجمع الليبرالية الاجتماعية.

## وصلات خارجية
- محمد أوجار.. دور الحكومة في الانتخابات، برنامج لقاء اليوم، قناة الجزيرة، سنة 2003.